# Centrale nucleare di Haripur
La centrale nucleare di Haripur è una centrale nucleare indiana situata presso la città di Haripur, nel Distretto di Bardhaman nello stato del Bengala Occidentale. La centrale è attualmente in progettazione, sono previsti 4 reattori VVER1200 per 4800MW.
L'inizio della costruzione dei primi reattori non è ancora pianificata, benché si presume che la preparazione del sito inizi per il 2017.